# الكسندر ليفي
الكسندر ليفي (بالفرنسية: Alexandre Lévy)‏ هو لاعب غولف فرنسي، ولد في 1 أغسطس 1990 في أورانج في الولايات المتحدة.

## وصلات خارجية
- الكسندر ليفي على موقع رابطة أوروبا للاعبي الغولف المحترفين (الإنجليزية)
- الكسندر ليفي على موقع التصنيف العالمي الرسمي للغولف (الإنجليزية)